# 三柱神社 (柳川市)
三柱神社（みはしらじんじゃ）は、福岡県柳川市三橋町にある神社。柳河藩初代藩主の立花宗茂、その妻の誾千代及び岳父の戸次道雪の三柱を祀り、柳川城からは鬼門の位置に鎮座している。

## 概要
三柱神社の創建前、立花宗茂・誾千代夫妻の霊は柳川城の北に位置する日吉神社の近隣にあった「唯一宮」にて祀られていた。一方、戸次道雪の霊は1783年（天明3年）に神号「梅岳霊神」が贈られたことを機に、柳川城三の丸にあった長久寺の境内に「梅岳宮」を建立して祀られるようになった。1820年（文政3年）には、宗茂に「松陰霊神」、誾千代に「瑞玉霊神」の神号もそれぞれ贈られ、1823年（文政6年）に宗茂・誾千代の二柱は梅岳宮に合祀された。しかし、梅岳宮は三柱を祀るには狭小だったことから、1826年（文政9年）に柳河藩9代藩主の立花鑑賢によって、梅岳宮を現在地に遷座する形で三柱神社が創建された。1875年（明治8年）には県社となる。
楼門は日光東照宮陽明門、廻廊は厳島神社を模して建造されたほか、欄干橋の擬宝珠は柳川城の橋から移したとされており、水郷柳河を代表する建造物であった。しかし2005年（平成17年）に多くの建物や神輿などが放火により焼失してしまったため、現在復興が進められている。
境内一帯は「高畑公園」として整備されており、春は桜の名所として賑わう。また毎年10月には秋季大祭「おにぎえ」が開催される。

## 文化財
福岡県指定無形民俗文化財
- どろつくどん - 1966年（昭和41年）指定[1]。「おにぎえ」の中日に行われる神幸行列の先頭を行く山車で、「どろつくどん」は囃子の音に由来する呼び名である[1]。山車の上で「道ばやし」「参道ばやし」「神楽ばやし」の3種の囃子と舞を披露しながら、三柱神社、日吉神社および八剣神社を巡回する[7]。1826年の遷宮式にて、外町（現・保加町）の人であった北川新十郎や弥永久右エ門などが、江戸神田明神の葛西囃子と京都祇園祭の山鉾を参考に考案、奉納したところ、好評だったことから定着した[1][7]。現在、山車は保加町、蟹町、京町三丁目、上町の各町が所有する4基と、1997年（平成9年）に結成された「飛龍どろつくどんの会」が所有する1基が存在する[7]。

## 利用情報
- 所在地

福岡県柳川市三橋町高畑323-1
- 拝観料

無料
- 拝観時間

自由

## 交通アクセス
- 西鉄天神大牟田線西鉄柳川駅より徒歩6分（約480m）。
- マイカーの場合、九州自動車道みやま柳川インターチェンジより約20分（約10km）。
- 駐車場あり

## ギャラリー

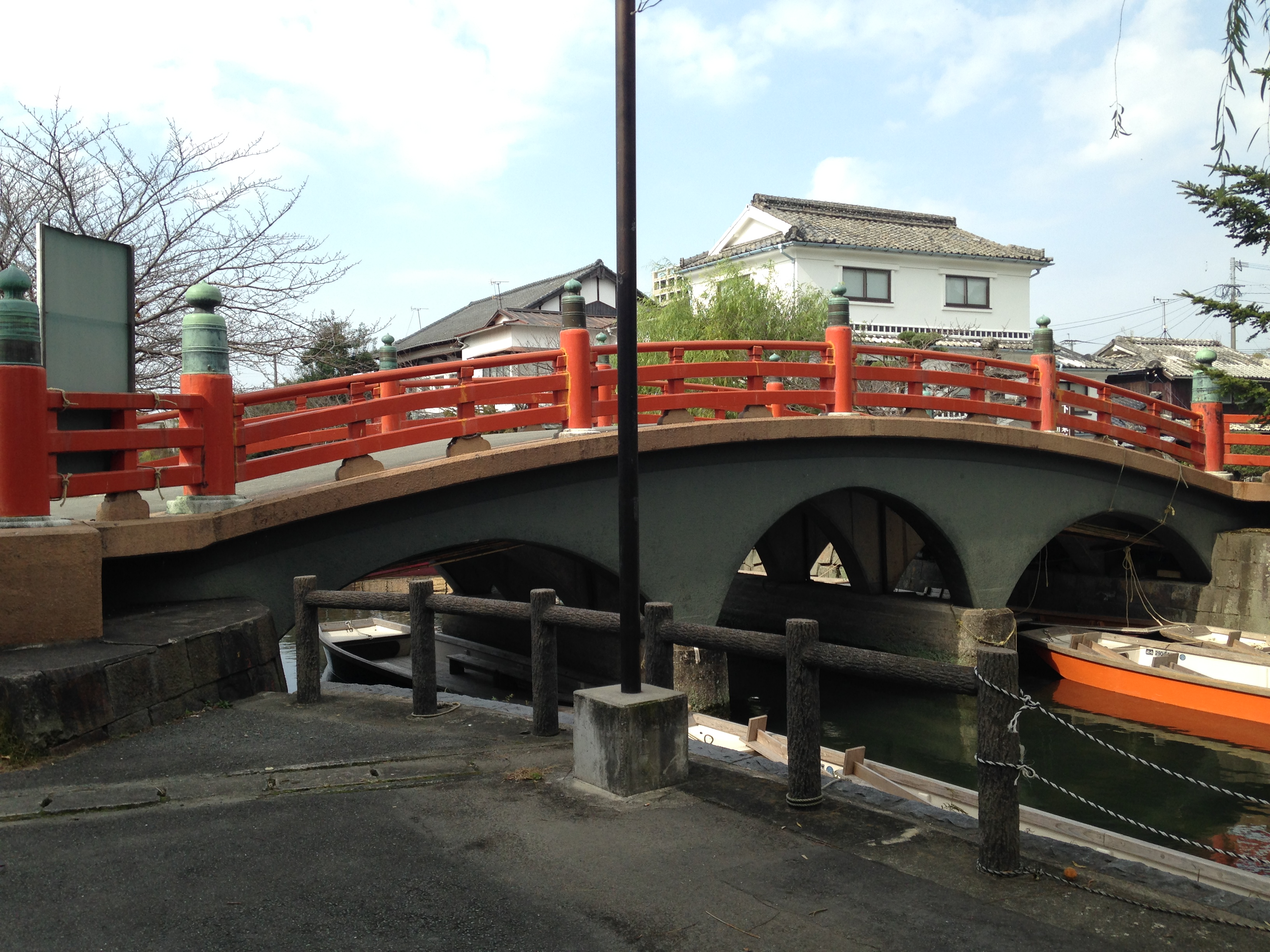
欄干橋
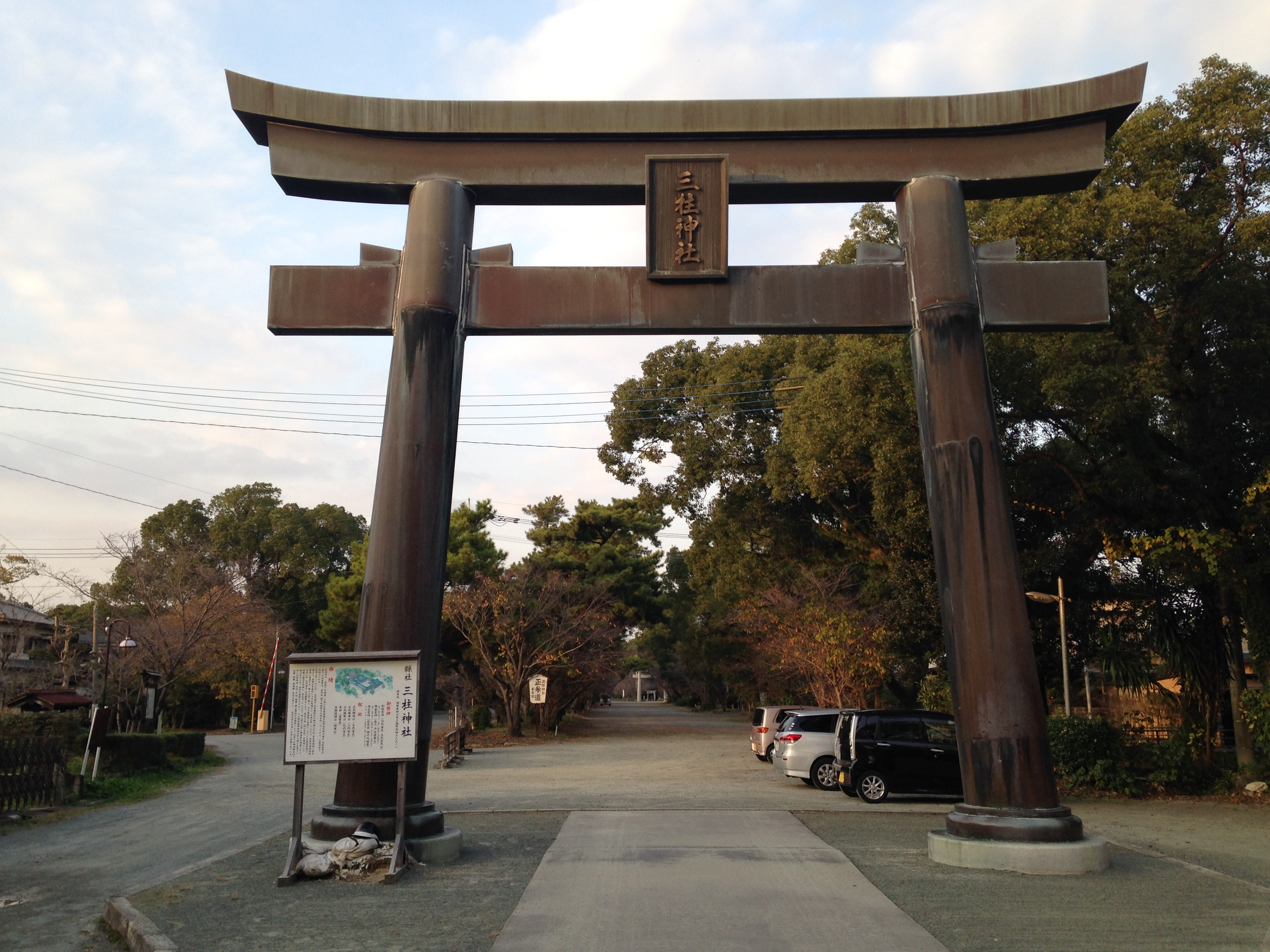
欄干橋の北側にある三柱神社の鳥居
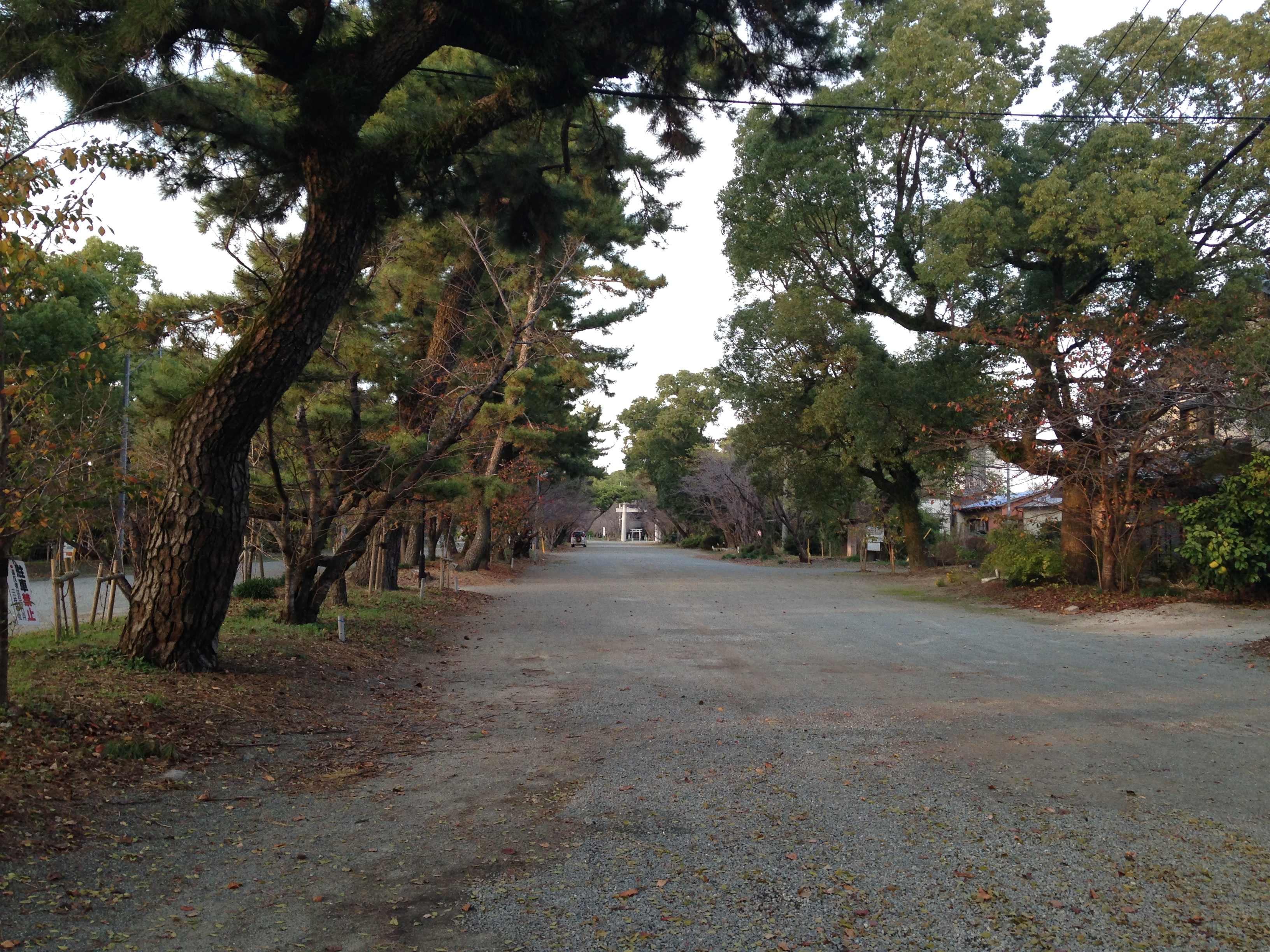
表参道
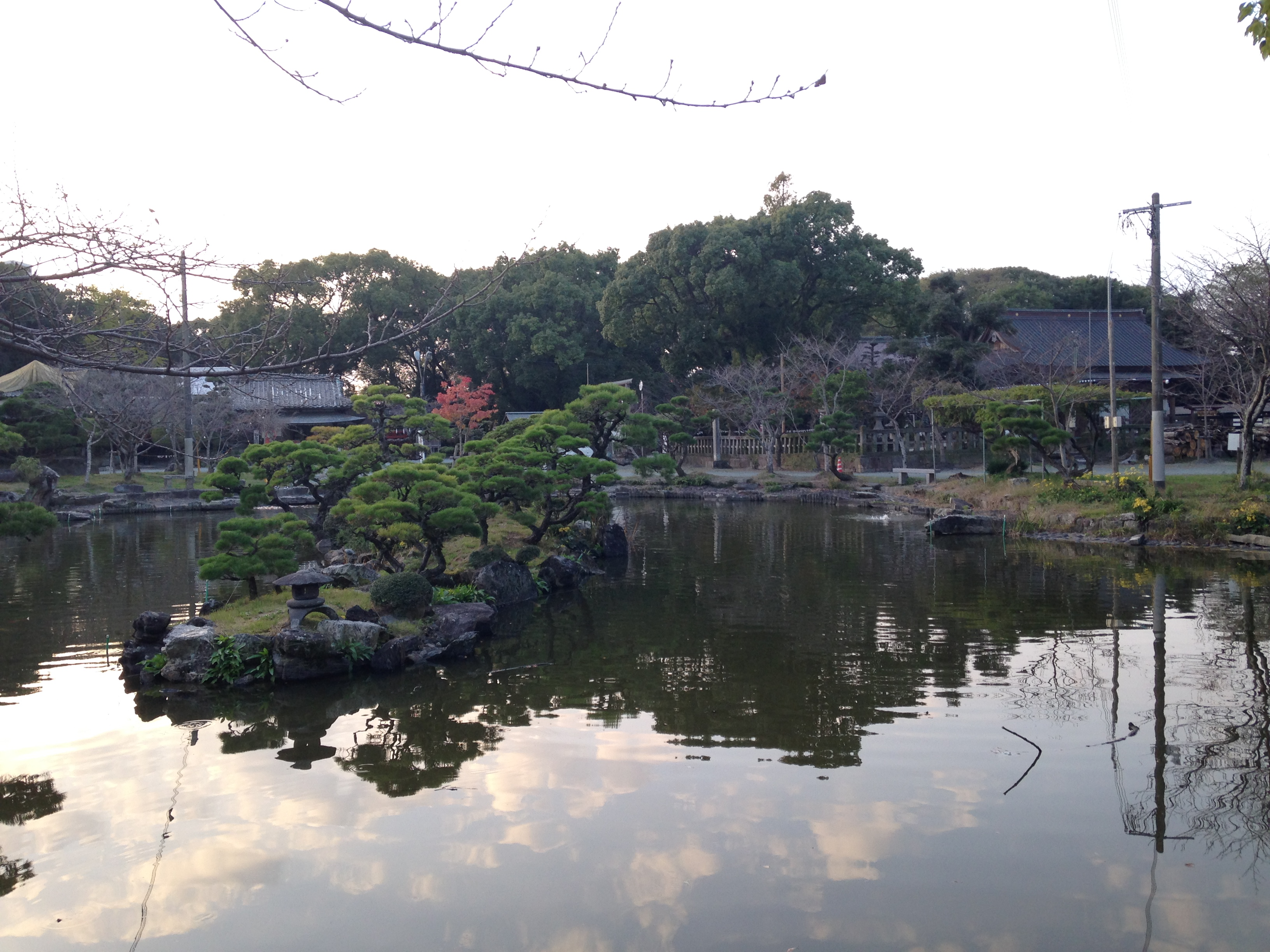
境内・池
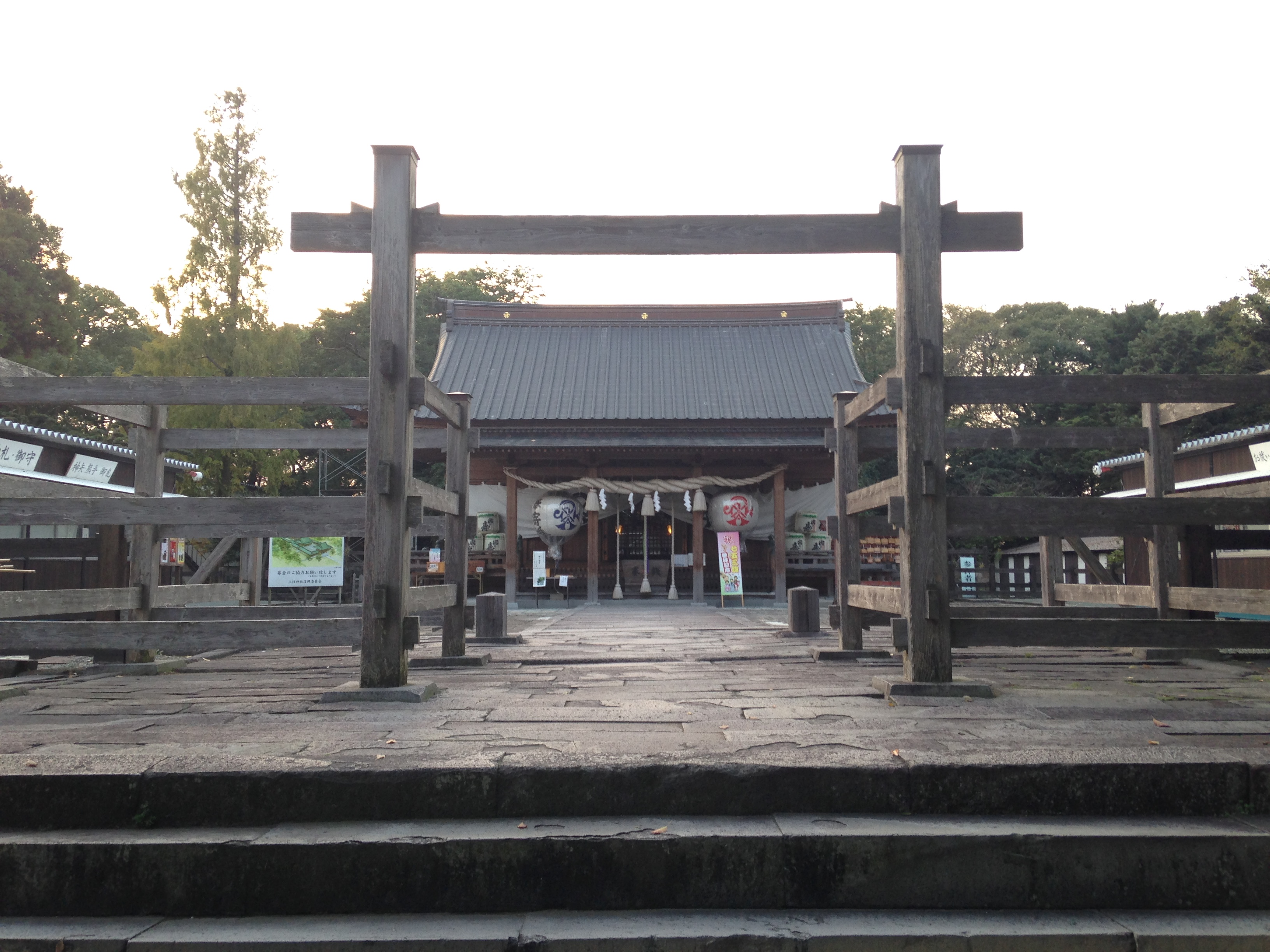
拝殿
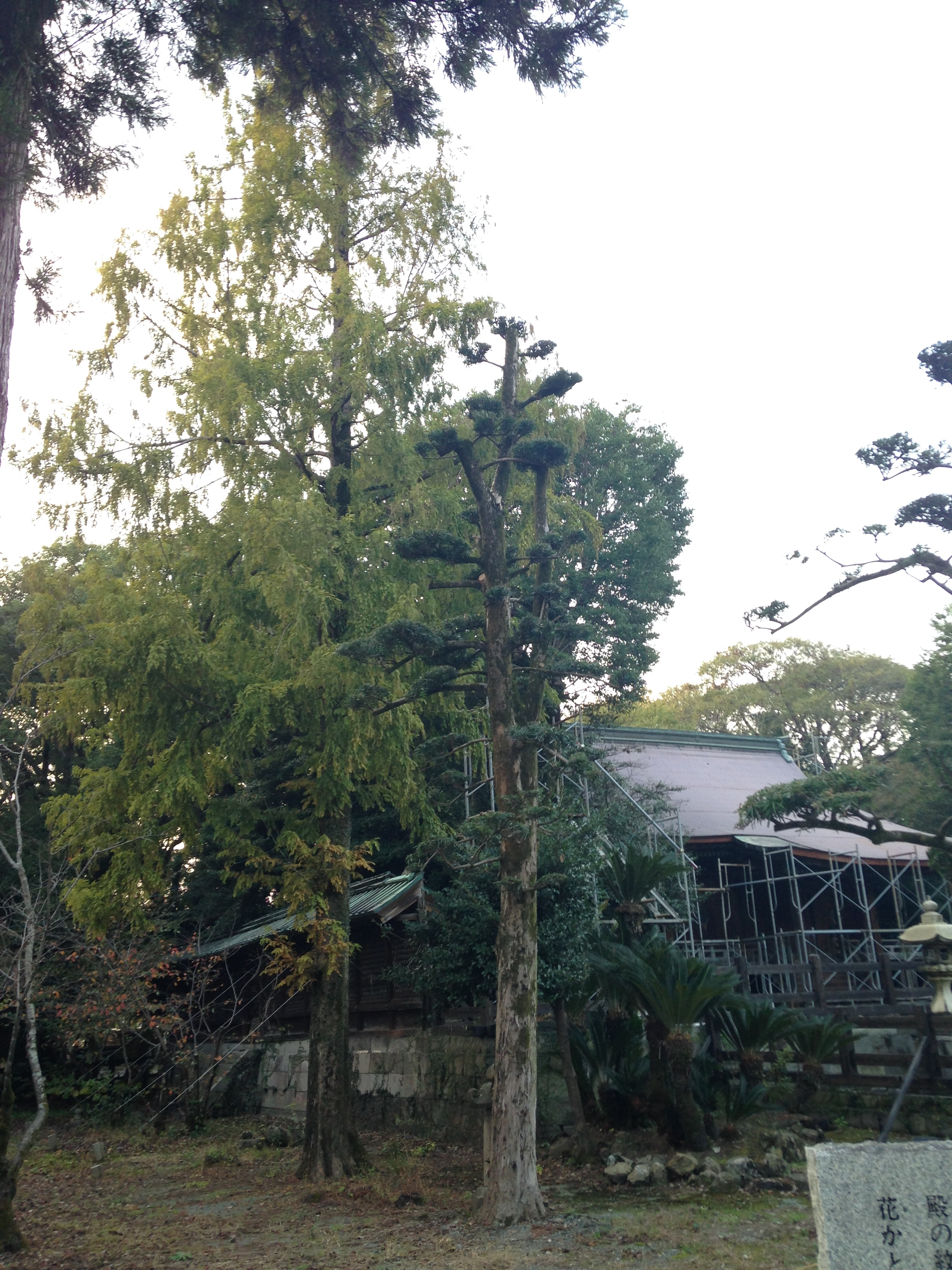
本殿と境内の木々
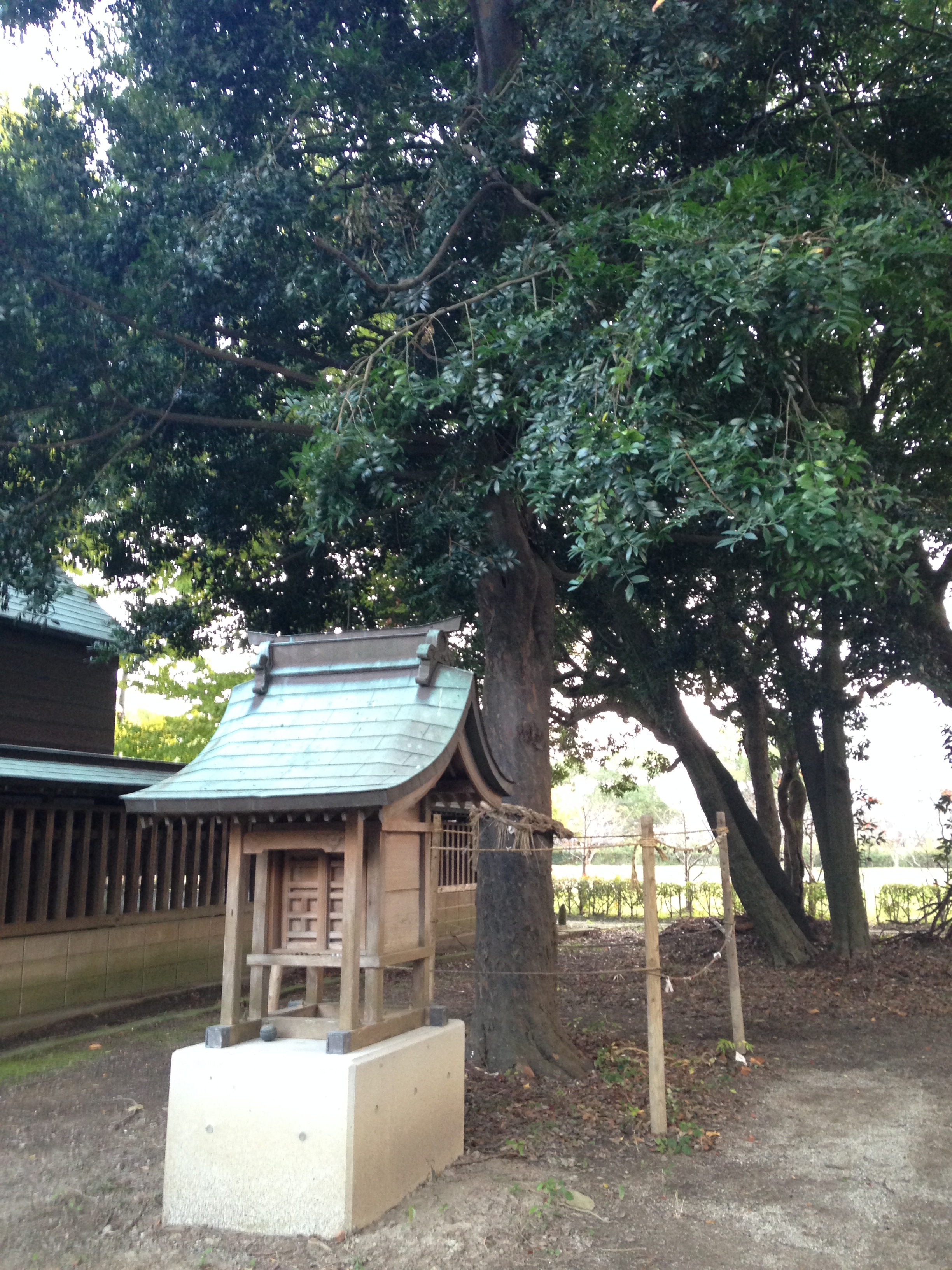
神木の「梛」(ナギ)
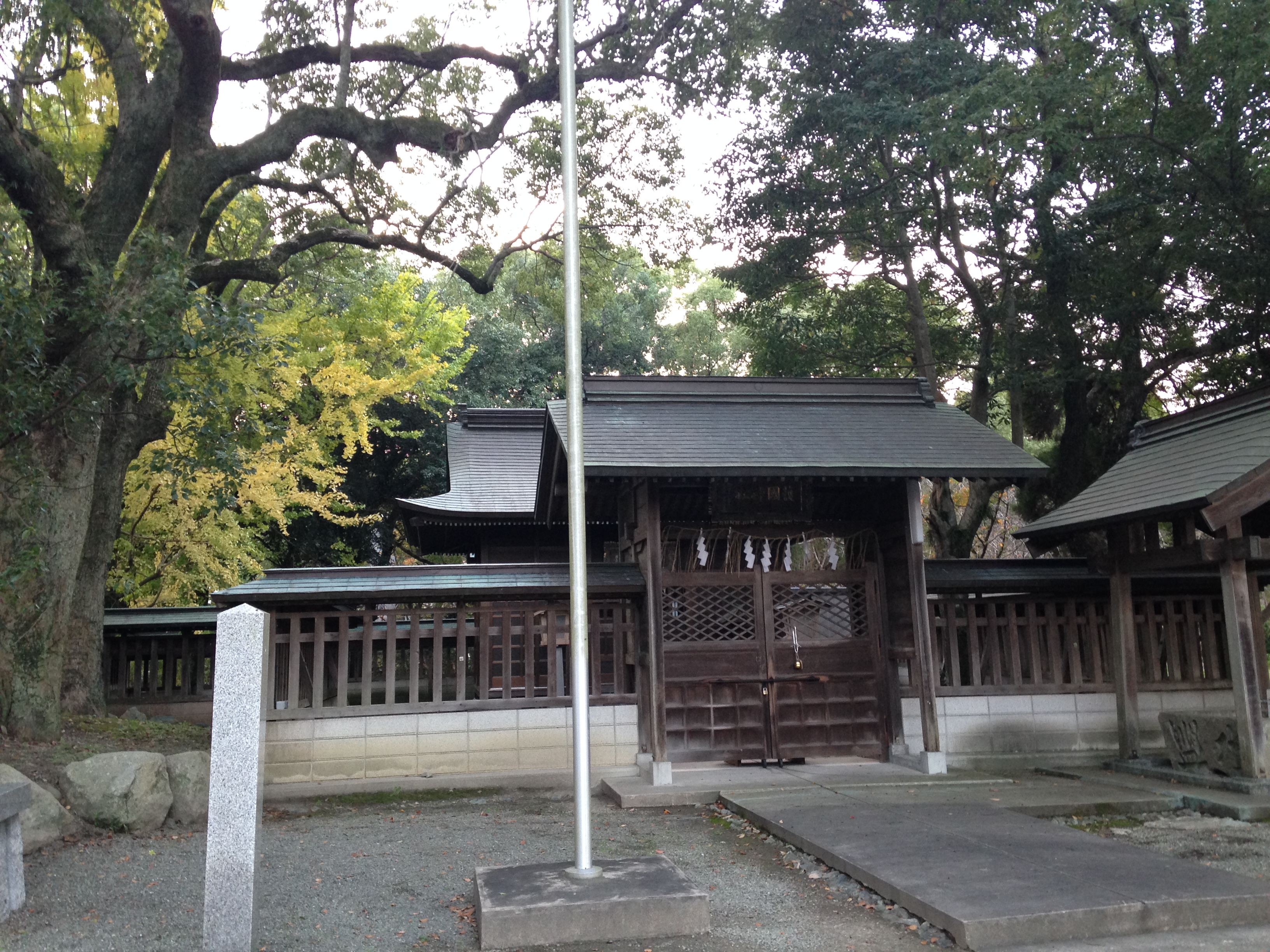
柳川護國神社